# Могучие рейнджеры: Ниндзя Шторм
Могучие рейнджеры: Ниндзя Шторм (англ. Power Rangers Ninja Storm) — одиннадцатый сезон популярного американского телесериала «Могучие рейнджеры», основанный на двадцать шестом сезоне японского телесериала «Super Sentai». «Отряд Ниндзя Искусства — Харрикенджеры», Первый сезон, производством которого от начала и до конца занималась компания «Disney». Не транслировался в России.

## Синопсис
Глубоко в горах, тайные академии ниндзя обучают наших будущих защитников. Древние свитки рассказывали о трех, кого бы выбрали выше остальных. Трое, кто станет...
— Рассказчик
Оригинальный текст (англ.)Deep in the mountains, secret ninja academies train our future protectors. Ancient scrolls told of three who would be chosen above the others. Three who would become...

— Narrator

## Персонажи

### Рейнджеры
- Шейн Кларк — Красный рейнджер ветра. Роль играет Пуа Магасива.
- Тори Хэнсон — Голубой рейнджер ветра. Роль играет Салли Мартин.
- Дастин Брукс — Жёлтый рейнджер ветра. Роль играет Гленн МакМиллан.
- Хантер Брэдли — Малиновый рейнджер грома. Роль играет Адам Туоминен.
- Блейк Брэдли — Тёмно-синий рейнджер грома. Роль играет Хорхе Варгас.
- Кэмерон «Кэм» Ватанабэ — Зелёный самурай-рейнджер. Роль играет Джейсон Чан.

### Союзники
- Сэнсэй Каноэ Ватанабэ — сенсей Академии Wind Ninja и отец Кэма, которого Лотор превратил в подопытного кролика. Роль играет и озвучивает Грант МакФарланд.
  - Молодой Сэнсэй Каноэ Ватанабэ — роль играет Дэниэл Синг.
- Келли — владелица Storm Chargers , магазина в Блу-Бэй-Харбор. где рейнджеры проводят время и работают в свободное от работы время. Келли - хороший друг всех ниндзя-рейнджеров. Роль играет Меган Николь.
- Кибер-Кэм  — голографическая, более общительная версия Кэма, которая берет на себя контроль над центром управления Ninja Ops, когда настоящий Кэмерон становится рейнджером. Роль играет Джейсон Чан.
- Мико Ватанабэ — покойная супруга Сэнсэя Каноэ и мать Кэма, которая умерла от болезни, когда Кэм был маленький. Роль играет Роузэнн Лианг.

### Антагонисты
- Лотор — главный враг рейнджеров Шторма Ниндзя. Брат сэнсэя Каноэ. Роль играет Грант МакФарланд.
  - Кия Ватанабэ — добрая версия Лотора и брат Сэнсэя Каноэ. Роль играет Дэниэл Синг.
- Мара — младшая племянница Лотора. Роль играет Катрина Дивайн.
- Капри — старшая племянница Лотора. Роль играет Катрина Браун.
- Зургейн — один из ближайших генералов Лотора. Роль играет Питер Роули.
- Чубо — лейтенант армии Лотора. Роль играет Брюс Хопкинс.
- Вексакус  — ренегат-охотник за головами. Роль озвучивает Майкл Хёрст.
- Мотодрон — после слияния с человеком по имени Перри, Мотодрон был перестроен и перепрограммирован под командованием Лотора. Роль озвучивает Крейг Паркер.
- Симадзу — ренегат-военачальник и воплощение японской легенды. Роль озвучивает Джереми Бирчал.
- Кэлзаки — Солдаты-Зомби армии Лотора.

## Эпизоды
| № общий | № в сезоне | Название                                                       | Режиссёр        | Автор сценария                | Дата премьеры    |
| ------- | ---------- | -------------------------------------------------------------- | --------------- | ----------------------------- | ---------------- |
| 459     | 1          | «Прелюдия к шторму» «Prelude to a Storm»                       | Коити Сакамото  | Дуглас Слоун                  | 15 февраля 2003  |
| 460     | 2          | «Нет “я” в команде» «There's No "I" in Team»                   | Коити Сакамото  | Энн Кнапп                     | 15 февраля 2003  |
| 461     | 3          | «Красота и пляж» «Beauty And the Beach»                        | Коити Сакамото  | Марк Хоффмейер                | 22 февраля 2003  |
| 462     | 4          | «Гром надвигается» «Looming Thunde»                            | Чарли Хэскелл   | Джеки Маршан                  | 1 марта 2003     |
| 463     | 5          | «Гром странников, часть 1» «Thunder Strangers, Part I»         | Чарли Хэскелл   | Энн Кнапп                     | 8 марта 2003     |
| 464     | 6          | «Гром странников, часть 2» «Thunder Strangers, Part II»        | Чарли Хэскелл   | Энн Остин                     | 15 марта 2003    |
| 465     | 7          | «Гром странников, часть 3» «Thunder Strangers, Part III»       | Эндрю Меррифилд | Энн Остин                     | 22 марта 2003    |
| 466     | 8          | «Нигде не расти» «Nowhere To Grow»                             | Эндрю Меррифилд | Стив Славкин                  | 29 марта 2003    |
| 467     | 9          | «Снайпер это, снайпер это хорошо» «Snip It, Snip It Good»      | Эндрю Меррифилд | Марк Хоффмейер                | 20 сентября 2003 |
| 468     | 10         | «Возвращение Грома, часть 1» «Return of Thunder, Part I»       | Уэйн Роуз       | Дуглас Слоун                  | 12 апреля 2003   |
| 469     | 11         | «Возвращение Грома, часть 2» «Return of Thunder, Part II»      | Уэйн Роуз       | Дуглас Слоун                  | 19 апреля 2003   |
| 470     | 12         | «Возвращение Грома, часть 3» «Return of Thunder, Part III»     | Уэйн Роуз       | Энн Остин                     | 26 апреля 2003   |
| 471     | 13         | «Возвращение Грома, часть 4» «Return of Thunder, Part IV»      | Чарли Хэскелл   | Энн Остин и Дуглас Слоун      | 3 мая 2003       |
| 472     | 14         | «Бокс Bopp-a-ROO» «Boxing Bopp-A-Roo»                          | Чарли Хэскелл   | Марк Хоффмейер                | 10 мая 2003      |
| 473     | 15         | «Свинина рубленая» «Pork Chopped»                              | Чарли Хэскелл   | Стив Славкин                  | 17 мая 2003      |
| 474     | 16         | «Путь самурая, Часть 1» «The Samurai's Journey, Part I»        | Пол Гриндер     | Джеки Маршан                  | 24 мая 2003      |
| 475     | 17         | «Путь самурая, Часть 2» «The Samurai's Journey, Part II»       | Пол Гриндер     | Марк Хоффмейер                | 31 мая 2003      |
| 476     | 18         | «Путь самурая, Часть 3» «The Samurai's Journey, Part III»      | Пол Гриндер     | Марк Хоффмейер                | 7 июня 2003      |
| 477     | 19         | «Запах рейнджера» «Scent of a Ranger»                          | Эндрю Меррифилд | Джеки Маршан                  | 14 июня 2003     |
| 478     | 20         | «Я люблю Лотора» «I Love Lothor»                               | Эндрю Меррифилд | Стив Славкин                  | 21 июня 2003     |
| 479     | 21         | «Охотник за доброй волей» «Good Will Hunter»                   | Эндрю Меррифилд | Стив Славкин                  | 28 июня 2003     |
| 480     | 22         | «Все о Бивл» «All about Beevil»                                | Уэйн Роуз       | Джеки Маршан                  | 5 июля 2003      |
| 481     | 23         | «Подмена Сэнсэя» «Sensei Switcheroo»                           | Уэйн Роуз       | Марк Хоффмейер                | 12 июля 2003     |
| 482     | 24         | «Язык и щека» «Tongue And Cheek»                               | Уэйн Роуз       | Арт Браун                     | 2 августа 2003   |
| 483     | 25         | «Братья по оружию» «Brothers in Arms»                          | Чарли Хэскелл   | Джеки Маршан                  | 9 августа 2003   |
| 484     | 26         | «Карма Шейна, часть 1» «Shane's Karma, Part I»                 | Чарли Хэскелл   | Марк Хоффмейер и Джон Телеген | 9 августа 2003   |
| 485     | 27         | «Карма Шейна, часть 2» «Shane's Karma, Part II»                | Чарли Хэскелл   | Марк Хоффмейер и Джон Телеген | 9 августа 2003   |
| 486     | 28         | «Симазу возвращается, часть 1» «Shimazu Returns, Part I»       | Эндрю Меррифилд | Дуглас Слоун                  | 16 августа 2003  |
| 487     | 29         | «Симазу возвращается, часть 2» «Shimazu Returns, Part II»      | Эндрю Меррифилд | Дуглас Слоун                  | 16 августа 2003  |
| 488     | 30         | «Дикий переворот» «The Wild Wipeout»                           | Эндрю Меррифилд | Джеки Маршан                  | 20 сентября 2003 |
| 489     | 31         | «Обоюдоострый Блэйк» «Double-Edged Blake»                      | Уэйн Роуз       | Джеки Маршан                  | 27 сентября 2003 |
| 490     | 32         | «Глаз бури» «Eye of the Storm»                                 | Чарли Хэскелл   | Энн Остин                     | 27 сентября 2003 |
| 491     | 33         | «Генеральный обман, часть 1» «General Deception, Part I»       | Уэйн Роуз       | Энн Остин                     | 4 октября 2003   |
| 492     | 34         | «Генеральный обман, часть 2» «General Deception, Part II»      | Уэйн Роуз       | Энн Кнапп и Дуглас Слоун      | 4 октября 2003   |
| 493     | 35         | «Камень дня» «A Gem of a Day»                                  | Чарли Хэскелл   | Энн Кнапп                     | 18 октября 2003  |
| 494     | 36         | «Вниз и в грязь» «Down And Dirty»                              | Чарли Хэскелл   | Дуглас Слоун                  | 18 октября 2003  |
| 495     | 37         | «Шторм перед штилем: Часть 1» «Storm before the Calm, Part I»  | Пол Гриндер     | Дуглас Слоун                  | 15 ноября 2003   |
| 496     | 38         | «Шторм перед штилем: Часть 2» «Storm before the Calm, Part II» | Пол Гриндер     | Энн Остин                     | 15 ноября 2003   |

## Интересный факт
- Зорды рейнджеров ветра и их прототипы из Ninpuu Sentai Harikenja повторяют животных из  Choujyu Sentai Liveman с той лишь разницей, что в Choujyu Sentai Liveman дельфин образовывал обе ноги а не правую руку, а лев туловище с руками, а не с ногами и одной рукой.
- Алгоритм составления основной формации мегазорда повторялся в следующем сезоне, с той разницей, что там красный зорд образовывал туловище и левую руку, а иногда только туловище, а жёлтый - шлем и нагрудную броню.